# Saint-André-des-Eaux, Loire-Atlantique
Saint-André-des-Eaux là một xã thuộc tỉnh Loire-Atlantique, trong vùng Pays de la Loire ở phía tây nước Pháp. Xã này nằm ở khu vực có độ cao trung bình 20 mét trên mực nước biển. Theo điều tra dân số năm 1999 của INSEE, xã có dân số 3532 người.